# Марко Барбариго
Марко Барбариго (на италиански: Marco Barbarigo) е 73–ти венециански дож от 1485 до 1486 г.
Марко Барбариго от известната венецианска фамилия Барбариго е син на Франческо и Касандра Морозини. Той има трима братя, единият от които Агостино Барбариго го наследява на поста „дож“.
Марко е избран за дож на 19 ноември 1485 г.
Умира на 14 август 1486 г. според легендата от мъка след жестоко скарване с брат му Агостино.